# Discothyrea poweri
Discothyrea poweri is een mierensoort uit de onderfamilie van de Proceratiinae. De wetenschappelijke naam van de soort is voor het eerst geldig gepubliceerd in 1916 door Arnold.